# Ortholasma pictipes
Espèce
Ortholasma pictipes est une espèce d'opilions dyspnois de la famille des Nemastomatidae.

## Distribution
Cette espèce se rencontre aux États-Unis en Californie, en Oregon et au Washington et au Canada en Colombie-Britannique.

## Description

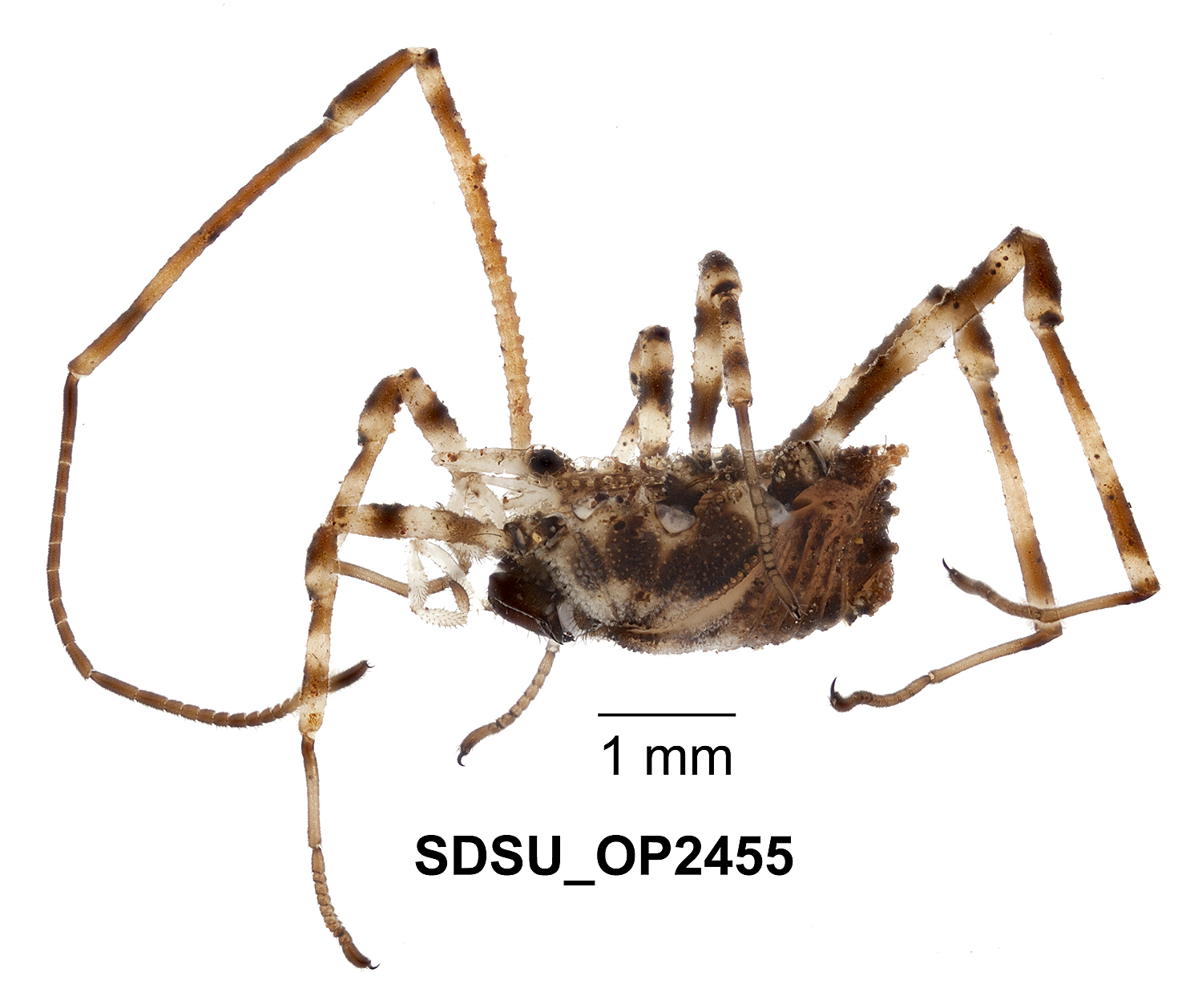
Ortholasma pictipes

Les mâles mesurent de 3,0 à 3,8 mm et les femelles de 3,6 à 4,5 mm.

## Systématique et taxinomie
Cette espèce a été décrite par Banks en 1911.

## Publication originale
- Banks, 1911 : « The Phalangida of California. » Pomona College Journal of Entomology, vol. 3, no 1, p. 412–421.